# The Last Wave
The Last Wave (prt: A Última Vaga; bra: A Última Onda) é um filme australiano de 1977, dos gêneros drama, suspense e fantasia, dirigido por Peter Weir.

## Sinopse
Dá-se um crime em Sydney. São acusados uns aborígines. O advogado que os defende vê-se envolvido no problema através de sonhos e conclui que foi tudo um ritual da tribo e que ele próprio é um espírito que vem do Além.

## Elenco principal
- Richard Chamberlain .... David Burton
- Olivia Hamnet .... Annie Burton
- David Gulpilil .... Chris Lee
- Frederick Parslow ..... Rev. Burton
- Vivean Gray .... Dr. Whitburn
- Nandjiwarra Amagula .... Charlie

## Principais prêmios e indicações
Festival de Cinema Fantástico de Avoriaz 1978 (França)
- Venceu o Prémio Especial do Júri.[carece de fontes?]

Festival de Cinema de Sitges 1982 (Espanha)
- Venceu o Prémio Clavell de Prata.[carece de fontes?]

Australian Film Institute 1977 (Austrália)
- Venceu nas categorias de melhor fotografia e melhor som.[carece de fontes?]
- Nomeado nas categorias de melhor edição[carece de fontes?], melhor ator (Richard Chamberlain)[carece de fontes?], melhor diretor[carece de fontes?], melhor trilha sonora[carece de fontes?] e melhor roteiro original[carece de fontes?].